# Legonkulon (plaats)
Legonkulon is een bestuurslaag in het regentschap Subang van de provincie West-Java, Indonesië. Legonkulon telt 4386 inwoners (volkstelling 2010).